# Billy Gonsalves
Adelino William ("Billy") Gonsalves  (10 de agosto de 1908 - 17 de julho de 1977) foi um futebolista norte-americano descendente de portugueses. Ele competiu na Copa do Mundo de 1930, sediada no Uruguai, na qual os Estados Unidos terminou na terceira colocação dentre os treze participantes.